# 流作水路

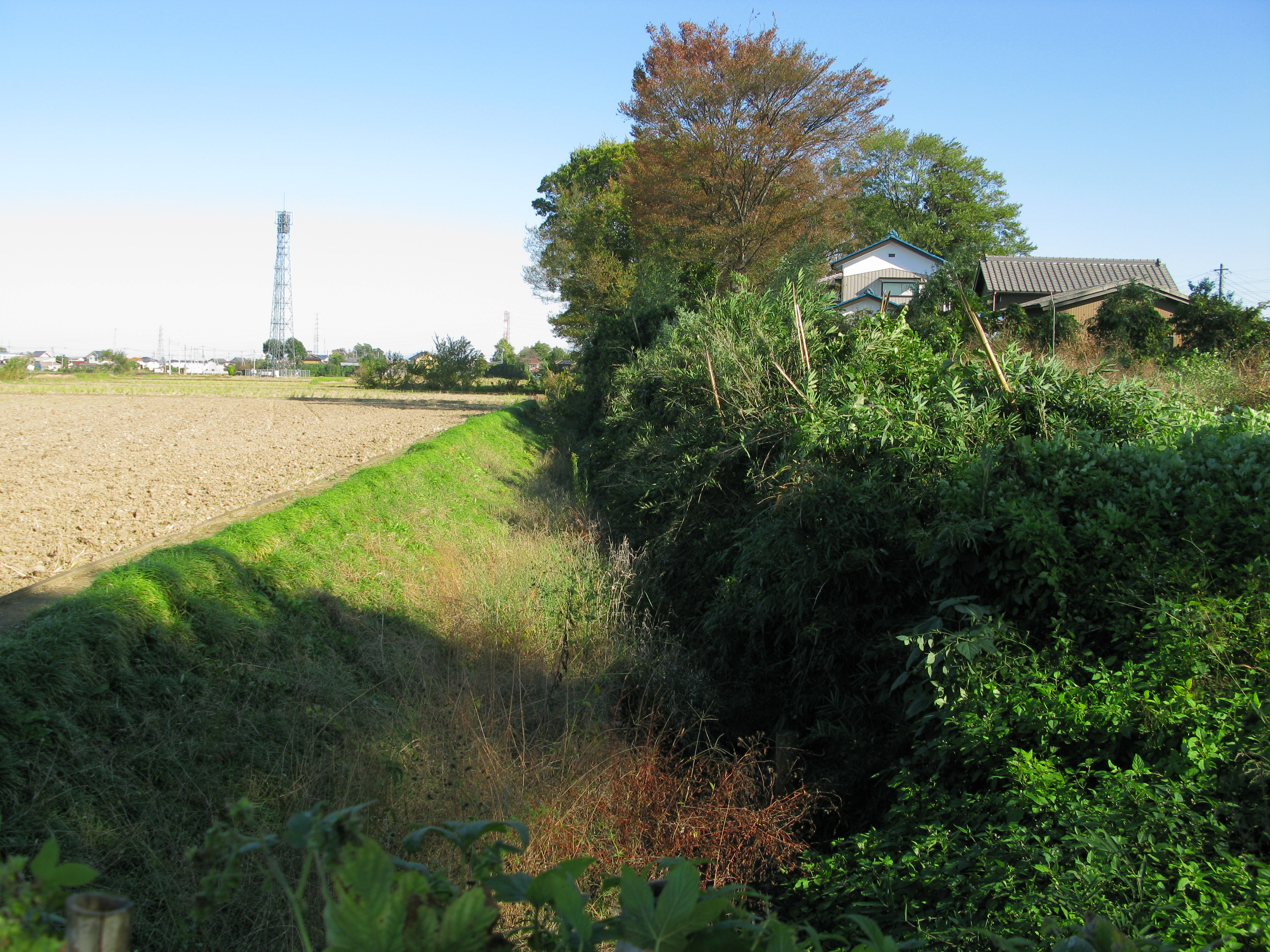
玉屋橋付近（2011年11月）

流作水路（りゅうさくすいろ）は、埼玉県久喜市の太田地区を流れる水路である。

## 概要
埼玉県久喜市の太田地区のうち、主として青毛の北部を葛西用水路の南側に並行し、西から東へ流下していた。名称の由来はその流路の多くが青毛字流作を流下することによる。流作とは青毛の小字の一つであるが、青毛字中村・青毛字川原（南側）および青毛字中島・栗原字北（北側）の高台の間を縫うように存在していた低地であり、水田として利用されていた土地である。この水田のために用悪水路（用水路兼排水路）として利用されていたのが流作水路である。明治期の記録である武藏國郡村誌（第十二巻142頁）には「中堀」として記述されている。
かつては青毛の五柱神社（常樂寺に隣接）の北側より平沼用水（現・平沼落川）より分水し、青毛字中村北部の高台と低地の境界付近を東へ流下していた。やがて青毛字流作を東へ流下し、埼玉県道153号幸手久喜線の幸橋（葛西用水路の橋梁）付近にて幸手久喜線を横断、そして弁天島（現・けやき台団地、葛西用水路内に存在した島）の北部、西側付近にて葛西用水路へ合流、終点となっていた。現在では上流部付近で農地改良による盛り土、下流部では青毛特定土地区画整理事業・栗原土地区画整理事業の影響により、かつての一本の水路としての完全な流路は失われ、途切れ途切れとなった。土地区画整理の行われていない開渠区間では残った水路を農業排水路として利用し、土地区画整理の行われた区間では「またびーずロード」の下を暗渠として流れ都市排水路となっている。詳細な流路に関しては下記の流路節を参照されたい。

## 流路
旧流路
- 水源：平沼用水
- 青毛字中村の北部の高台の縁に沿って東へ流下する。
- 青毛字流作（現：青毛4丁目南部、青毛3丁目中・東部）の水田の中を東へ流下する。
- 幸手久喜線を南へ渡り、弁天島の北西方の付近にて葛西用水路に合流し終点となる。
- 終点：葛西用水路

現流路
- 源流：久喜市青毛字流作の水田
- 水田からの農業排水を集め東へ流下する。
- 土地区画整理地との境界にて「またびーずロード」下の暗渠となる。
- 青毛3丁目（南側）と青毛4丁目（北側）の境界にて歩道下を暗渠として東へ流れ、道路の突き当りとともに南へ流路を変え幸手久喜線に至る。

## 橋梁
- 葛西用水路の橋梁「玉屋橋」の手前、青毛字中島の大日堂（現・青毛4丁目）より南西方向・南東方向にそれぞれ一橋ずつ、幸手久喜線の幸橋の西側の合計4橋が存在していた。